# Asiâjuk Sadorana
Asiâjuk Sadorana (* 1946 oder 1947; † unbekannt) war ein grönländischer Landesrat.

## Leben
Asiâjuk Sadorana war Jäger und wurde 1975 für eine Legislaturperiode in den grönländischen Landesrat gewählt. Mit 28 Jahren war er der jüngste Abgeordnete. Er arbeitete zudem seit etwa 1973 als Gemeindevogt. Er kandidierte bei der Parlamentswahl 1979 für die Siumut, musste sich aber Sofus Joelsen geschlagen geben. Dies wiederholte sich bei der Wahl 1983. Bei der Wahl 1984 trat er nur noch als Stellvertreter an, ebenso wie 1987 und 1991.